# L'Épopée temporelle
L'Épopée temporelle est une saga MP3 et (depuis 2021) une série audiovisuelle YouTube française créée par Cyprien Iov et diffusée sur sa chaîne YouTube depuis 2017 jusqu'en 2018 (audio) et depuis 2021 (audiovisuel). Les épisodes audio sont également disponibles sur le site Audible.com.

## Synopsis
Thomas, un jeune homme sans énergie ni charisme, reçoit la visite d'un robot, Eliott (dit aussi KB28). Ensemble, ils partent dans une folle aventure à travers le temps à la recherche d'Iris, l'ex-petite amie de Thomas, et du père de celle-ci, un scientifique mystérieux. Leur voyage les transportera du Moyen-Âge à l'Allemagne nazie, en passant par beaucoup d'autres époques.

## Fiche technique
- Titre : L’Épopée temporelle
- Création : Cyprien Iov
- Scénario : Cyprien Iov, François Descraques, Yacine Belhousse et Bruno Muschio
- Musique : Édouard Joguet
- Montage son : Louis Bart
- Mixage : Samstation
- Production : Antoine Vialle
- Logo : Alexandre Aussourd
- Graphisme 3D : Romain Haddad
- Graphisme 2D : Brice Ors
- Pays d'origine :  France
- Langue : français
- Format : audio
- Genre : fantastique, comédie
- Durée : 8 à 10 minutes

## Distribution

### Personnages principaux
- Cyprien Iov : Thomas 1 & 2
- Martial Le Minoux : Eliot / KB-28
- Dorothée Pousséo : Iris 1 & 2
- François Berland : le narrateur

### Personnages secondaires
- Alison Wheeler : Aliénor de Castille
- Brigitte Lecordier : Lucien, petit lapin
- Raphaël Carlier : Sauveur, Takeshi
- Dédo : Un garde, Tchino, un égyptien, un samouraï
- Emmanuel Curtil : Imhotep XII, Jules César, un soldat nazi, l'aubergiste, Jim Carrey
- Frédéric Souterelle : La Buse, un garde
- Julien Josselin : Valet, un égyptien
- Mac Lesggy : Isaac Newton
- Patrick Borg : Le Roi, un garde de la reine, un capitaine, le shogun, le docteur Simon
- Véronique Augereau : La mère de Thomas, Cléopâtre
- Yacine Belhousse : Un garde, un pirate, Adolf Hitler, Capu
- Phillipe Chéreau : Présentateur 1
- Christophe Agius : Présentateur 2
- Lucas Hauchard : Le président du futur
- Donald Reignoux : Joël, le commissaire de bord du « Titanic », un esclave Romain
- Audrey Pirault : Femme riche, serveuse
- Gaël Mectoob : L'un des pauvres du Titanic
- François Damiens : Le mécanicien du Titanic
- Benoît Allemane : Léonard de Vinci
- Nathalie Homs : KB-29, la mère d'Iris
- Antoine Daniel : Flamme Bleue
- Justine Le Pottier : Cathy

## Épisodes

### Saison 1 (2017)
La première saison de L'Épopée temporelle, composée de dix épisodes, est diffusée sur la chaine YouTube de Cyprien Iov entre juillet et septembre 2017.
|       | Nom de l'épisode | Date de sortie    | Nombre de visionnages (au 19 novembre 2023) |
| ----- | ---------------- | ----------------- | ------------------------------------------- |
| no 1  | Le Robot         | 13 juillet 2017   | 5 640 816                                   |
| no 2  | La Disparition   | 20 juillet 2017   | 3 444 855                                   |
| no 3  | L'Enfant perdu   | 27 juillet 2017   | 2 694 397                                   |
| no 4  | La Chute         | 3 août 2017       | 2 547 599                                   |
| no 5  | Le Scientifique  | 10 août 2017      | 2 206 189                                   |
| no 6  | Le Sacrifice     | 24 août 2017      | 2 116 871                                   |
| no 7  | Les Épreuves     | 31 août 2017      | 1 833 036                                   |
| no 8  | Le Tournoi       | 7 septembre 2017  | 1 671 130                                   |
| no 9  | Le Match final   | 14 septembre 2017 | 1 789 932                                   |
| no 10 | Fin              | 21 septembre 2017 | 1 699 942                                   |

### Saison 2 (2018)
La seconde saison est diffusée entre juillet et août sur la chaine YouTube de Cyprien Iov et sur Audible, comme il l'a annoncé le 26 juin de la même année.
|       | Nom de l'épisode        | Date de sortie  | Nombre de vues (au 19 novembre 2023) |
| ----- | ----------------------- | --------------- | ------------------------------------ |
| no 1  | Le temps cassé          | 28 juin 2018    | 2 048 938                            |
| no 2  | Le Titanic              | 5 juillet 2018  | 1 197 636                            |
| no 3  | Léonard De Vinci        | 12 juillet 2018 | 969 359                              |
| no 4  | Flèches et canon laser  | 19 juillet 2018 | 867 125                              |
| no 5  | Dans l’arène            | 26 juillet 2018 | 820 940                              |
| no 6  | Et Dieu créa Internet   | 2 août 2018     | 763 350                              |
| no 7  | La Prise de la Bastille | 9 août 2018     | 770 937                              |
| no 8  | Le Livre sacré          | 16 août 2018    | 711 363                              |
| no 9  | Denver                  | 23 août 2018    | 671 527                              |
| no 10 | Fin                     | 30 août 2018    | 803 841                              |

## Accueil
La saga MP3 de Cyprien vient alors que Canal+ présente au même moment Calls, une fiction sonore présentée dès la rentrée culturelle de septembre 2017 et où le vidéaste Antoine Daniel prépare également sa propre fiction auditive, du nom Clyde Vanilla. Le HuffPost rappelle que le genre de la fiction sonore n'a rien de nouveau : créé dans les années 1920 sous le nom de « théâtre radiophonique », le genre détient un élément fondateur avec La Guerre des mondes d'Orson Welles en 1938.
Le critique radiophonique d'Étienne Noiseau considère que l'on retrouve dans L'Épopée temporelle le thème de l'aventure et des voix très cliché déjà présents dans Le Donjon de Naheulbeuk, série phare des années 2000.

## Adaptation télévisuelle
La première saison est adaptée en série animée 2D par la chaîne de télévision Adult Swim, qui la diffuse à partir du 9 avril 2021,. Elle sort sur la chaîne YouTube de Cyprien le 24 juin de la même année.